# Stylogyne martiana
Stylogyne martiana är en viveväxtart som beskrevs av A. Dc. Stylogyne martiana ingår i släktet Stylogyne och familjen viveväxter. Inga underarter finns listade i Catalogue of Life.